# NSV 1440 b
NSV 1440 b (también conocido como ASASSN-15sz b o 2MASS J03554166-8225318 b) es un planeta o un candidato a enana marrón, en una órbita cercana a la enana blanca NSV 1440.
El sistema es un binario cataclísmico con en el que el objeto secundario tiene una masa estimada de 0,045 M⊙ lo que equivale a ~30 MJúpiter.
Se encuentra a 6457 años luz. Es un objeto subestelar con uno de los períodos orbitales más cortos conocidos, orbitando su estrella en tan solo 36 minutos y 20 segundos. El planeta orbita justo en el límite de roche de la estrella, tendría que tener una densidad ≥57 g/cm³, estimando su radio en ≤0,875 RJúpiter. 
El sistema en conjunto tiene una magnitud absoluta de +3,4, lo que permite calcular una luminosidad en torno a 2 LSol También es el primer objeto de tipo WZ Saggitae y un candidato a variable AM Canum Venaticorum.